# De Astronautjes
De Astronautjes was een Nederlandse televisieserie geschreven door Lo Hartog van Banda. De personages werden uitgebeeld door poppen, de stemmen werden ingesproken door stemacteurs.
De serie gaat over een ruimteschip met een bemanning bestaande uit drie ruimtevaarders, piloot Onno (stem van Trudy Libosan, navigator Kiki (stem van Maroesja Lacunes) en hun robot Robo (stem van Jan Borkus), die in tegenstelling tot Kiki en Onno niet zo avontuurlijk is uitgevallen. Zij bezoeken met hun ruimteschip "De Astro" planeten, de eerste planeet die ze bezoeken heet de Losbolplaneet, bevolkt door Losbollen wier hoofd een ballon is die met een draadje aan hun lichaam vastzit. Op de Slaapplaneet ontfermen ze zich over het wezen Pluis, dat niet praat maar wel allerlei geluiden voortbrengt.
De stemmen van de overige personages, zoals van de Losbollen van de Losbolplaneet, werden vertolkt door Paul van Gorcum.
De serie werd in 1978 en 1979 uitgezonden door de AVRO en sloot qua uitzendschema aan op De Bereboot, waarin dezelfde stemacteurs voorkwamen, afkomstig van dezelfde studio (sommige poppen en decorstukken zijn herbruikt), dezelfde omroep en werd eveneens door Lo Hartog van Banda geschreven. Was er in De Bereboot sprake van drie beren die eilanden bezochten, in De Astronautjes zijn er drie ruimtevaarders die planeten bezoeken. In totaal zijn er 52 afleveringen van de serie gemaakt. De serie is 1980 in herhaald als onderdeel van Kinderfilmfestival en kwam in 2010 nog op de buis als onderdeel van de 24-uurs kindertelevisiezender Z@ppelin van de Nederlandse Publieke Omroep.